# Scensommarbuskis
Scensommarbuskis är en svensk revy som spelades i ett femtiotal föreställningar under 2009. Under sommaren i Grebbestad, senare på Lisebergsteatern i Göteborg och på Sverigeturné. Medverkade gjorde Stefan Gerhardsson och Anna Bromee. Krister Classon skrev det mesta manuset och regisserade. Falkenbergsrevyns Håkan Runevad och Bertil Schough spelade också med. Den finns utgiven på DVD också.